# Margalit Finkelberg
Margalit Finkelberg (nascuda el 1947 a Minsk com a Маргарита Георгиевна Карпюк, nom de soltera Karpyuk, nom en hebreu מרגלית פינקלברג) és una historiadora i lingüista israeliana. És professora emèrita de Llengües clàssiques a la Universitat de Tel Aviv. Va ser nombrada membre de l'Acadèmia de Ciències i Humanitats d'Israel el 2005 i va exercir com a presidenta de la Societat d'Israel per a la Promoció dels Estudis Clàssics del 2011 al 2016. El 2021, va ser escollida vicepresidenta de l'Acadèmia de Ciències i Humanitats d'Israel.

## Vida inicial
Finkelberg va néixer a Minsk el 8 de març de 1947 i va emigrar a Israel el 1975. El 1985 va rebre un doctorat de la Universitat Hebrea de Jerusalem amb la tesi “Poetry in Greek thought before Aristotle: A study in early Greek poetics” (La poesia en el pensament grec abans d'Aristòtil: un estudi de la primera poètica grega).

## Carrera docent
Finkelberg va començar a ensenyar l'any 1987 a la Universitat Hebrea i a partir de 1991 a la Universitat de Tel Aviv. Mentre era allí, va rebre el premi Gildersleeve 1991 de la Johns Hopkins University Press pel millor article publicat a l'American Journal of Philology. Uns anys més tard, mentre encara ensenyava a la Universitat de Tel Aviv, Finkelberg va publicar el 1998  The Birth of Literary Fiction in Ancient Greece (El naixement de la ficció literària a l'antiga Grècia). De 1999 a 2000, Finkelberg va estudiar com a becària visitant al All Souls College d'Oxford, on va començar a elaborar el seu futur llibre Greeks and Pre-Greeks: Aegean Prehistory and Greek Heroic Tradition (Grecs i pregrecs: prehistòria de l'Egeu i tradició heroica grega).
A principis dels anys 2000, Finkelberg va col·laborar amb Guy Stroumsa a l'Institut d'Estudis Avançats de la Universitat Hebrea de Jerusalem (ara coneguda com l'Institut d'Estudis Avançats d'Israel) per investigar "Mecanismes de fabricació de cànons a les societats antigues". Aquests esforços es concretarien més tard el 2003, amb el seu llibre Homer, the Bible, and Beyond: Literary and Religious Canons in the Ancient World (Homer, la Bíblia i més enllà: cànons literaris i religiosos al món antic). Malgrat això, Finkelberg encara va escriure sobre lingüística. En un article de l'any 2001, Finkelberg afirmava que hi havia un "alt grau de correspondència entre el sistema fonològic i morfològic del minoic i el del licià”, i va proposar que "la llengua del lineal A és o bé un avantpassat directe del licià o una llengua estretament relacionada amb ell".
A partir del 2002, i fins al 2006, Finkelberg va dirigir el Departament de Filologia Clàssica de la Universitat de Tel Aviv. El 2005, Finkelberg es va convertir en membre de l'Acadèmia de Ciències i Humanitats d'Israel. Aquell mateix any també va publicar  Greeks and Pre-Greeks: Aegean Prehistory and Greek Heroic Tradition (Grecs i pregrecs: prehistòria egea i tradició heroica grega). Del 2006 al 2007 Finkelberg va ser membre de l'Institut d'Estudis Avançats de la Univesitat de Princeton, a Nova Jersey. Mentre era allí, va rebre finançament per estudiar l'impacte dels poemes homèrics.
El 2011 va ser escollida presidenta de la Societat d'Israel per a la Promoció dels Estudis Clàssics, i va ser seleccionada per formar part del Comitè per a l'Avaluació dels Programes d'Estudis d'Arqueologia de la Universitat Ben-Gurion del Negev. L'any següent Finkelberg va editar la primera Enciclopèdia d'Homer, que va ser considerada la primera obra de referència exhaustiva sobre el poeta grec Homer. També va ser la guanyadora el 2012 del Premi Rothschild d'Humanitats. El 2013 Finkelberg va formar part del Dan David Prize Review Committee for Classics, the Modern Legacy of the Ancient World. També va ser Visiting Fellow a All Souls College, Oxford (2000) i International Visiting Research Scholar a la Universitat de la Colúmbia Britànica (2014). El 2016, Finkelberg va deixar el càrrec de president de la Societat d'Israel per a la Promoció dels Estudis Clàssics.
Es va retirar de la docència el 2017.

## Publicacions seleccionades
Una llista de publicacions seleccionades de Finkelberg:
- The birth of literary fiction in ancient Greece

(El naixement de la ficció literària a l'antiga Grècia,1998)
- Homer, the bible, and beyond: literary and religious canons in the ancient world

(Homer, la bíblia i més enllà: cànons literaris i religiosos al món antic, 2003)
- The birth of literary fiction in ancient Greece

(El naixement de la ficció literària a l'antiga Grècia, 2004)
- Greeks and Pre-Greeks: Aegean Prehistory and Greek Heroic Tradition

(Grecs i pregrecs: prehistòria de l'Egeu i tradició heroica grega, 2005)
- The Gatekeeper: Narrative Voice in Plato's Dialogues

(El guardià: Veu narrativa als diàlegs de Plató, 2019)
- Homer and Early Greek Epic. Collected Essays

(Homer i l'èpica grega primitiva. Col·lecció d'assajos, 2020)